# Nemanja Đurić
Nemanja Djuric, en serbio: Немања Ђурић; Belgrado, RFS Yugoslavia, 18 de junio de 1936-7 de agosto de 2025) fue un jugador y entrenador de baloncesto serbio.

## Carrera deportiva
Consiguió seis medallas en competiciones internacionales con Yugoslavia.

### Como jugador
| Periodo   | Club                    |
| --------- | ----------------------- |
| 1955      | KK Crvena Zvezda        |
| 1956–1965 | KK Radnički Belgrade    |
| 1967–1968 | Noalex Venezia          |
| 1968–1970 | KK Crvena Zvezda        |
| 1970–1972 | KK Oriolik Sl. Brod     |
| 1972–1973 | KK Željezničar Sarajevo |

### Como entrenador
| Periodo   | Club                                         |
| --------- | -------------------------------------------- |
| 1969–1970 | KK Crvena Zvezda Youth                       |
| 1970–1972 | KK Oriolik Sl. Brod (jugador-entrenador)     |
| 1972–1973 | KK Željezničar Sarajevo (jugador-entrenador) |
| 1974–1976 | KK Crvena Zvezda                             |

## Logros

### Como jugador
- Liga Yugoslava de Baloncesto (1): 1969
- Juegos Mediterráneos (1): 1959

### Como entrenador
- Copa Yugoslava de Baloncesto (1): 1975